# Palais d'El Mouradia
Pour la commune, voir El Mouradia.
Le palais d'El Mouradia (en arabe : قصر المرادية, en tamazight : ⴰⵏⵖ ⵏ ⵍⵎⵓⵕⴰⴷⵉⴰ) est la résidence officielle du président de la République algérienne. Il est situé à El Mouradia sur les hauteurs d'Alger. Les médias algériens utilisent, par métonymie, l'expression « El Mouradia », pour désigner les services de la présidence algérienne. 

## Histoire
Le premier président de l'Algérie indépendante, Ahmed Ben Bella, installe ses bureaux au palais d'été, mais vit à la Villa Joly. C'est là qu'il est arrêté lors du coup d'État de 1965 de Houari Boumédiène.
Ce dernier préfère installer la présidence un peu plus haut dans une villa du quartier d'El Mouradia, ne voulant ni de l'ancien palais du Gouvernement construit par les Français, ni du palais d'été qui date de l'époque ottomane. Il y fait construire un palais dans le style arabo-andalou.

## Description
Ce palais constitue la résidence officielle du président algérien. Il est situé sur les hauteurs d'Alger, à environ 4 km au sud du centre-ville où l'on trouve également le ministère de l'Éducation nationale.
Les lieux ont été occupés par plusieurs présidents, à savoir : Houari Boumédiène, Rabah Bitat, Chadli Bendjedid, Mohamed Boudiaf, Ali Kafi, Liamine Zéroual, Abdelaziz Bouteflika, Abdelkader Bensalah (président par intérim), et depuis 2020, Abdelmadjid Tebboune.

## Sécurité
La sécurité du palais d'El Mouradia est assurée par la Direction générale de la Sécurité et de la Protection présidentielle (DGSPP) et la Garde républicaine.